# Jaime de Prades y de Foix
Jaime de Prades y de Foix  o Jaime de Aragón y de Foix ( ca. 1340 - Valencia, 30 de mayo de 1396 ), fue obispo de Tortosa y de Valencia, y pseudo cardenal presbítero del título de San Clemente y más tarde pseudo cardenal obispo de Sabina.

## Biografía
Jaime de Aragón, miembro de la familia real, fue hijo del infante Pedro de Aragón y de Anjou, conde de Ribargorza y Prades, hijo del rey Jaime el Justo ; y de Juana de Foix, hija del conde Gastón I de Foix . Era, por tanto, tataranieto de Jaime el Conquistador, sobrino de Alfonso el Benigno, y primo de Pedro el Ceremonioso . Tuvo tres hermanos, Alfonso, Leonor y Juan .
Jaime de Aragón, a los 21 años, ya era canónigo de la catedral de Gerona y cura del papa, aunque con carácter honorífico. Inocencio VI, el 10 de enero de 1362, lo nombra obispo de Tortosa, con dispensa de edad, y en 4 meses recibe órdenes menores y mayores y gobierna la diócesis como administrador hasta los 27 años, mientras ejercía los actos pontificales otro obispo. Durante su sede gobierno de la diócesis publica diversas constituciones: en 1363 regula la costumbre de llevar la reliquia de la Virgen de la Cinta a las parteras; en 1364, el rezo semanal a san Agustín; en 1365, mejora la dotación de la canonjía lectoral; y sin fecha concreta, regula las misas cantadas. También negocia, en 1364, con el consejo de la ciudad sobre imposiciones e inviolabilidad domiciliaria; e interviene en la causa entre Tortosa y Horta sobre términos y explotación de la madera, en 1365 .
Vidal de Blanes, obispo de Valencia, muere el 9 de febrero de 1369, y al día siguiente se reúne el capítulo y nombra obispo a Fernando Muñoz, canónigo y chantre de la misma catedral. Pero los candidatos que barajaba el papa Urbano V eran Jaime de Aragón, obispo de Tortosa, y Pedro Martínez de Luna, canónigo y preboste de la catedral de Valencia, y con la influencia del rey Pedro el Ceremonioso, fue elegido el su primo Jaime de Aragón el 5 de marzo de 1369, dejando sin efecto la elección del capítulo y reservándose el papa desde entonces, el nombramiento del obispo.
Durante su prelatura en Valencia promueve la celebración de cuatro sínodos, en 1373, 1375, 1382 y 1385, y realiza visitas pastorales por la diócesis, bien personalmente bien mediante delegados, los años 1371, 1372, 1383, 1389, 1388 y 1396. También fomenta la solemnidad del culto en la catedral de Valencia, regula la procesión del Corpus Christi y promueve la construcción del campanario Nuevo de la catedral, hoy conocido como El Miguelete.
En tiempos de Juan I se mantiene la enemistad del casal de Prades, al que pertenece Jaime de Aragón, y Carroza de Vilaragut, la cortesana y amante del rey, y su familia, provocando la aparición de dos bandos en la ciudad de Valencia desde 1373 hasta, al menos, 1384, donde el mismo obispo es una figura destacada de uno de ellos.
Con el inicio del Cisma de Occidente en 1378, las diferentes iglesias nacionales toman postura junto a uno de los dos papas, menos la Corona de Aragón, donde el rey Pedro el Ceremonioso mantiene la equidistancia con las dos cortes papales. A la muerte del rey, en 1387, sus sucesores se decantan por la corte pontificia de Aviñón. Fue entonces, en 1387, cuando Clemente VII de Aviñón nombra a Jaime de Aragón cardenal presbítero del título de San Clemente, y más tarde, en 1391, lo promueve a cardenal obispo de Sabina.
Muere el 30 de mayo de 1396 en Valencia, y fue enterrado en la parte derecha de la capilla mayor de la catedral, donde actualmente se encuentra el corazón catedralicio.